# مهدی ستایشگر
مهدی ستایشگر (زادهٔ ۱۲ تیر ۱۳۲۷ در تهران) موسیقی‌دان، نوازندهٔ سنتور، پژوهشگر و شاعر اهل ایران است. کتاب ۳ جلدی «واژه‌نامهٔ موسیقی ایران‌زمین» از آثار سرشناس او است.

## زندگی هنری
مهدی ستایشگر، ۱۲ تیر سال ۱۳۲۷ در تهران متولد شد. در کودکی تحت نظر پدرش «حبیب‌الله ستایشگر» و «تاج کاظمینی» با موسیقی آوازی آشنا شد و به کلاس‌های نورعلی برومند راه یافت. او از کودکی به سرودن شعر نیز می‌پرداخت. وی پس از پایان تحصیل رشتهٔ ادبیات در مدرسهٔ علمیه، در سال ۱۳۴۶ وارد دانشگاه تهران شد. همزمان با تحصیل در رشتهٔ جامعه‌شناسی و ادبیات فارسی، در هنرستان موسیقی ملی فراگیری ساز سنتور را نزد محمد حیدری ادامه داد و پس از آن از کلاس‌های فرامرز پایور و محمود کریمی بهره برد. او فعالیت‌های هنری خود را از دانشگاه تهران آغاز و با گروه‌های موسیقی همکاری کرد. وی سال‌ها به تدریس و پژوهش در موسیقی مشغول است و از سال ۱۳۷۷ مدیرمسئول و سردبیر مجلهٔ تخصصی هنر موسیقی، نخستین نشریهٔ موسیقی پس از انقلاب سال ۱۳۵۷ است. او در سال ۱۳۸۷ مدرک درجهٔ يک هنری خود را از شورای ارزشیابی هنرمندان کشور دریافت کرد.
مهدی ستایشگر٬ در سال ۱۳۸۱ در هجدهمین جشنوارۀ موسیقی فجر مورد تقدیر قرار گرفت.

## آثار و فعالیت‌های هنری
از جمله آثار و فعالیت‌های هنری مهدی ستایشگر به موارد زیر می‌توان اشاره نمود:

#### اجرای موسیقی
- اجرای آواز در گروه موسیقی دبیرستان هدف تهران با همکاری نادر مجد - ۱۳۴۲
- سرپرستی گروه موسیقی دانشگاه تهران در مسابقات هنری بابلسر و برگزیده‌شدن دانشگاه تهران به خوانندگی سوسن مطلوبی (با نام هنری سروش ایزدی) - ۱۳۴۹
- نوازندگی سنتور، اجرای ۱۰ کنسرت در کشورهای اروپایی با گروه سازهای ملی به سرپرستی حسین علیزاده و به خوانندگی شهرام ناظری ۱۳۶۸–۱۳۶۷ / آلبوم موسیقی نوروز[۱۶]
- نوازندگی سنتور در آلبوم‌های موسیقی یاد یار مهربان اثر فرهاد فخرالدینی با صدای کاوه دیلمی[۱۷]و صبحگاهی اثر حسین علیزاده با صدای محسن کرامتی ۱۳۶۸–۱۳۶۷[۱۸]
- آهنگسازی و شعر در آلبوم موسیقی حال دل با صدای بهرام سارنگ منتشرشده توسط مؤسسهٔ سروش ۱۳۷۵[۱۹]

#### تألیفات
- کتاب ویژگی سنتور در موسیقی ایران با مقدمهٔ منوچهر جهانبگلو، ناشر: مؤلف ۱۳۶۴[۲۰]
- کتاب مجموعهٔ شعر راز خلوتیان با مقدمهٔ محمدابراهیم باستانی پاریزی، ناشر: مؤلف ۱۳۶۸[۲۱]
- کتاب مجموعهٔ دو جلدی واژه‌نامهٔ موسیقی ایران‌زمین، چاپ اول / ۱۳۸۵، چاپ دوم، انتشارات مؤسسهٔ اطلاعات ۱۳۷۵–۱۳۷۴[۲۲]
- کتاب نام‌نامهٔ موسیقی ایران‌زمین، جلد سوم از مجموعهٔ دو جلدی واژه‌نامهٔ موسیقی ایران‌زمین، چاپ اول / ۱۳۸۸ (۲۰۰۹ م): چاپ دوم، انتشارات مؤسسۀ اطلاعات ۱۳۷۶[۲۲]
- کتاب رباب رومی (مولانا و موسیقی)؛ نخستین پژوهش موسیقایی در آثار مولانا جلال‌الدین (مولوی) بعد از وفاتش، چاپ اول، ۱۳۸۴، چاپ‌های دوم و سوم ۱۳۹۱–۱۳۸۹، انتشارات هنر موسیقی، ۱۳۹۲، چاپ چهارم، انتشارات هنر موسیقی ۱۳۹۲،[۲۳][۲۴] چاپ پنجم، انتشارات هنر موسیقی، ۱۳۹۸، چاپ ششم، انتشارات هنر موسیقی، ۱۳۹۹
- کتاب نیاز؛ قطعاتی برای سازِ سنتور، چاپ اول، انتشارات هنر موسیقی ۱۳۹۳[۲۵] چاپ دوم: ۱۴۰۰
- کتاب یادگاران؛ سوخته از داغ‌تر، داغ‌تر از سوخته،‌ چاپ اول، انتشارات هنر موسیقی، ۱۴۰۰
- مدیرمسئول و سردبیر مجلۀ هنر موسیقی و انتشار ۱۸۳ شماره از سال ۱۳۷۷ تا ۱۴۰۰

#### سخنرانی‌ها
- سخنران در پنجمین جشنوارهٔ موسیقی استان زنجان با موضوع موسیقی در آثار مولانا ۱۳۷۹[۲۶]
- سخنران در تالار اندیشهٔ حوزهٔ هنری تهران (کنسرت پژوهشی آموزشی) در موضوع «مولانا و و موسیقی» با اجرای سنتور و آواز مثنوی ۱۳۷۹[۱۱]
- سخنران در بزرگداشت فرامرز پایور در شیراز ۱۳۸۱[۲۷]
- سخنران در اجلاس مولانا در تهران در روز مولانا جلال الدین محمد (رومی) ۱۳۸۵[۲۸]
- سخنران در همایش مولانا و موسیقی در دیار شمس تبریزی در دانشگاه تبریز ۱۳۸۶[۲۹]
- سخنران در سلسله درس‌گفتارهای شهر کتاب دربارهٔ مولانا با موضوع موسیقی در آثار مولانا ۱۳۸۶[۳۰]
- سخنران در یادوارهٔ استادان فرامرز پایور و پرویز مشکاتیان در دانشگاه فردوسی مشهد ۱۳۸۹
- سخنران در مراسم گرامی‌داشت یاد و خاطرهٔ داریوش صفوت در فرهنگسرای ارسباران ۱۳۹۲[۳۱]
- سخنران در مراسم «ادای دین اهالی موسیقی» در بزرگداشت چهلم محمدابراهیم باستانی پاریزی در فرهنگسرای ارسباران ۱۳۹۳